# Strongylura scapularis
Strongylura scapularis е вид лъчеперка от семейство Belonidae. Видът не е застрашен от изчезване.

## Разпространение и местообитание
Разпространен е в Еквадор, Колумбия, Коста Рика, Никарагуа, Панама, Перу, Салвадор, Хондурас и Чили.
Среща се на дълбочина от 1 до 2 m.

## Описание
На дължина достигат до 38 cm.